# Dialeurolonga trialeuroides
Dialeurolonga trialeuroides is een halfvleugelig insect uit de familie witte vliegen (Aleyrodidae), onderfamilie Aleyrodinae.
De wetenschappelijke naam van deze soort is voor het eerst geldig gepubliceerd door Takahashi & Mamet in 1952.